# Pima albiplagiatella
Pima albiplagiatella är en fjärilsart som beskrevs av Alpheus Spring Packard 1874. Pima albiplagiatella ingår i släktet Pima och familjen mott. Inga underarter finns listade i Catalogue of Life.